# 沖はるな
沖はるな（1994年3月7日生まれ）は、モデル、Youtuber。兵庫県出身。

## プロフィール
モデル、Youtuber。
モデルとしての活動は、釣り具メーカーのイメージキャラクター。
自身の釣り紹介のYoutubeチャンネル「釣り女将 おきはるな」を運営。
趣味は釣り、ゴルフ、キャンプ。
小型船舶、特殊船舶免許所持。
渋谷で小料理Barを運営。